# Митрополит новограчанички Иринеј
Иринеј Ковачевић (Врнчани, код Горњег Милановца, 6. септембар 1914 — Либертивил, 2. фебруар 1999) био је српски епископ америчко-канадски и митрополит новограчанички.

## Биографија
Рођен је 6. септембра 1914. године у селу Врнчани код Горњег Милановца од оца Сретена и мајке Кристине (рођ. Дрењаковић). Основну школу је завршио у свом селу, а гимназију у Горњем Милановцу. По завршеној Учитељској школи, био је учитељ у селу Љутовници код Горњег Милановца.
Као резервног официра војске Краљевине Југославије, Нацисти га 1941. године одводе у логор у Немачку, где остаје све до 1945. године. После ослобођења одлази за Енглеску, где у Дорчестеру привремено похађа богословију. Године 1950. долази за Америку и уписује се на Академију Светог Владимира у Њујорку, као и на Колумбија универзитет.
У октобру 1953. године долази у манастир Светог Саве у Либертивилу, где 30. децембра прима монашки чин и добија име Иринеј. Замонашио га је архимандрит Фирмилијан (Оцокољић). Рукоположен је у чин јерођакона 31. децембра 1953, а у чин јеромонаха 7. априла 1954. године, од стране епископа Дионисија (Миливојевића). Епископ Дионисије га, 31. августа 1956. године унапређује у чин игумана, а Свети архијерејски синод Српске православне цркве на предлог епископа Дионисија 1961. године, у достојанство архимандрита.

### Митрополит
У деоби 1963. године остаје уз епископа Дионисија. На Десетом црквено-народном сабору, одржаном у Либертивилу новембра 1963. године, изабран је за епископа и хиротонисан 7. децембра у манастиру Светог Саве у Либертивилу. Хиротонију су извршила два украјинска епископа, Генадије и Григорије. У августу 1984. године црквено-народни сабор преименовао је Слободну америчко-канадску епархију у Слободну српску православну цркву и епископа Иринеја прогласио за Митрополита Слободне српске православне цркве.
Администрирао је Епархијом за Аустралију и Нови Зеланд Слободне српске православне цркве од октобра 1988. до јуна 1991. године.
На позив Његове светости патријарха српског господина Павла, предводио је делегацију свештених и мирских лица Слободне српске православне цркве, која је водила разговоре са члановима Светог архијерејског синода Српске православне цркве о превазилажењу раскола и ступања у евхаристијску заједницу. Помирењем је постигнуто дугожељено евхаристијско јединство и потврђено заједничком Светом литургијом на Сретење Господње, у Саборном храму у Београду, 1992. године.
Упокојио се 2. фебруара 1999. године у старачком дому у Либертивилу где се опорављао од можданог удара од 1996. године. Сахрањен је 8. фебруара 1999. у порти манастира Нова Грачаница у Терд Лејку.

## Галерија
- Митрополит Иринеј са Јованом Рашковићем, Слободаном Павловићем и Миланом Младеновићем, 1990. године
- Митрополит Иринеј са Дејаном Стојановићем, 1991. године
- Митрополит Иринеј са Дејаном Стојановићем, 1991. године
- Митрополит Иринеј у првобитном владичанском двору Епархије канадске у Торонту, 1992. године